# Ухіхар
Ухіхар (ісп. Ugíjar) — муніципалітет в Іспанії, у складі автономної спільноти Андалусія, у провінції Гранада. Населення — 2681 особа (2010).
Муніципалітет розташований на відстані близько 390 км на південь від Мадрида, 55 км на південний схід від Гранади.
На території муніципалітету розташовані такі населені пункти: (дані про населення за 2010 рік)
- Лас-Кантерас: 22 особи
- Черін: 199 осіб
- Хорайратар: 168 осіб
- Лос-Монторос: 29 осіб
- Ухіхар: 2263 особи

## Демографія
Динаміка населення (INE ):